# Proagonistes athletes
Proagonistes athletes là một loài ruồi trong họ Asilidae. Proagonistes athletes được Speiser miêu tả năm 1907. Loài này phân bố ở vùng nhiệt đới châu Phi.